# Mietje Stroel

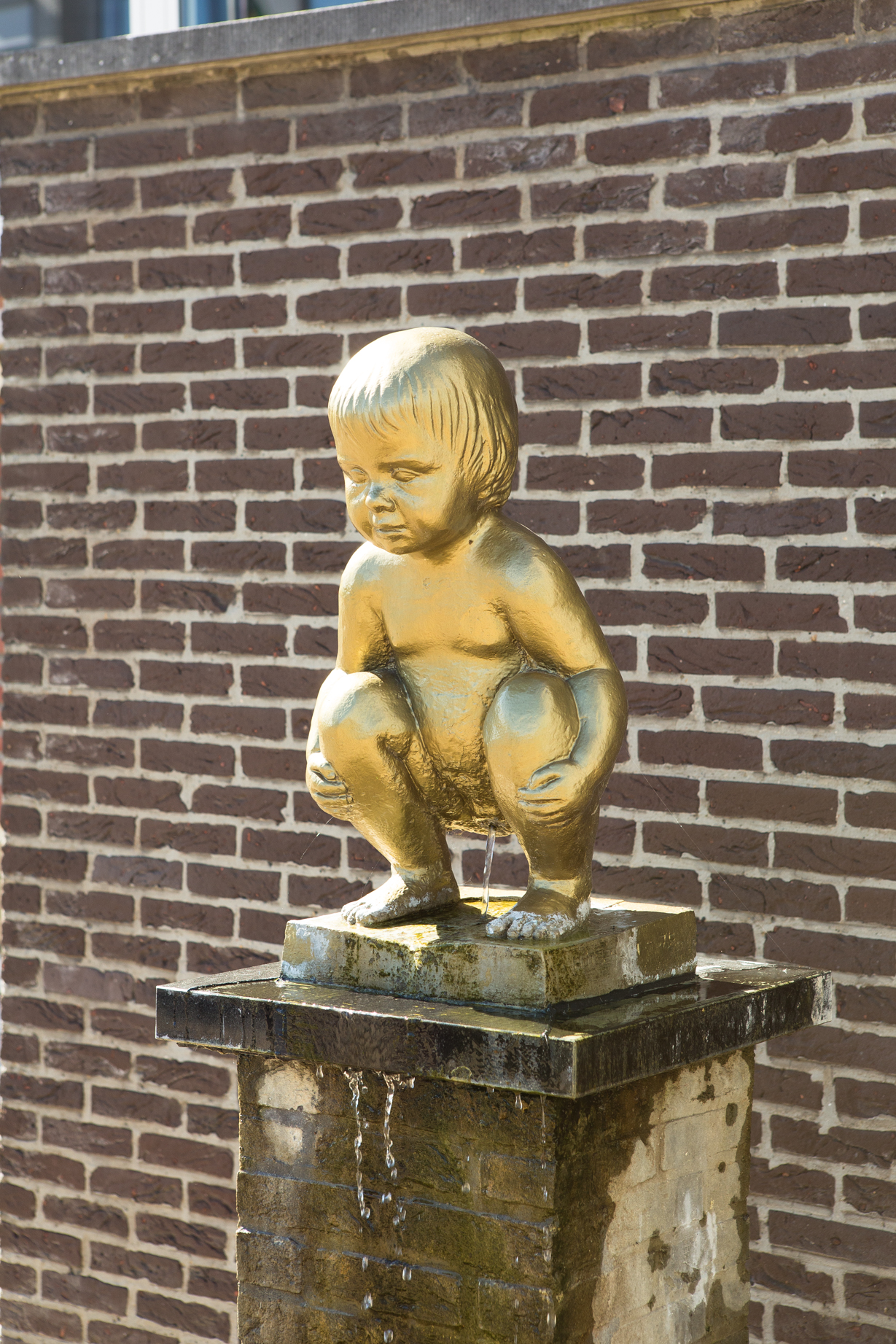
Mietje Stroel

Mietje Stroel is de naam van een beeldje dat zich bevindt aan de Grote Markt 1 te Zelzate.
Het beeldje stelt een meisje dat plast voor, en wordt Vrouwke Pis genoemd als vrouwelijke tegenhanger van Manneken Pis. In Zelzate en omgeving is ze bekend als Mietje Stroel ofwel, volgens de officiële lezing: het meisje dat plaste waar het haar paste. Daarbij werd het verhaal verzonnen dat ze op een vuilnisstortplaats te vondeling was gelegd en door een smokkelaar werd opgevoed. Ter ere van Mietje werd ook de Garde van Mietje Stroel opgericht. 
In 1976 werd te Brussel het officiële verlovingsfeest gehouden tussen Mietje Stroel en Manneken Pis.
Aan Mietje Stroel werd een klein museum in Zelzate gewijd, waarin zich allerlei kostuumpjes, prentjes, geschenkjes en ook pispotjes bevinden, die verband houden met het beeldje.